# Onze-Lieve-Vrouw-Onbevlekt-Ontvangenkerk (Luik)

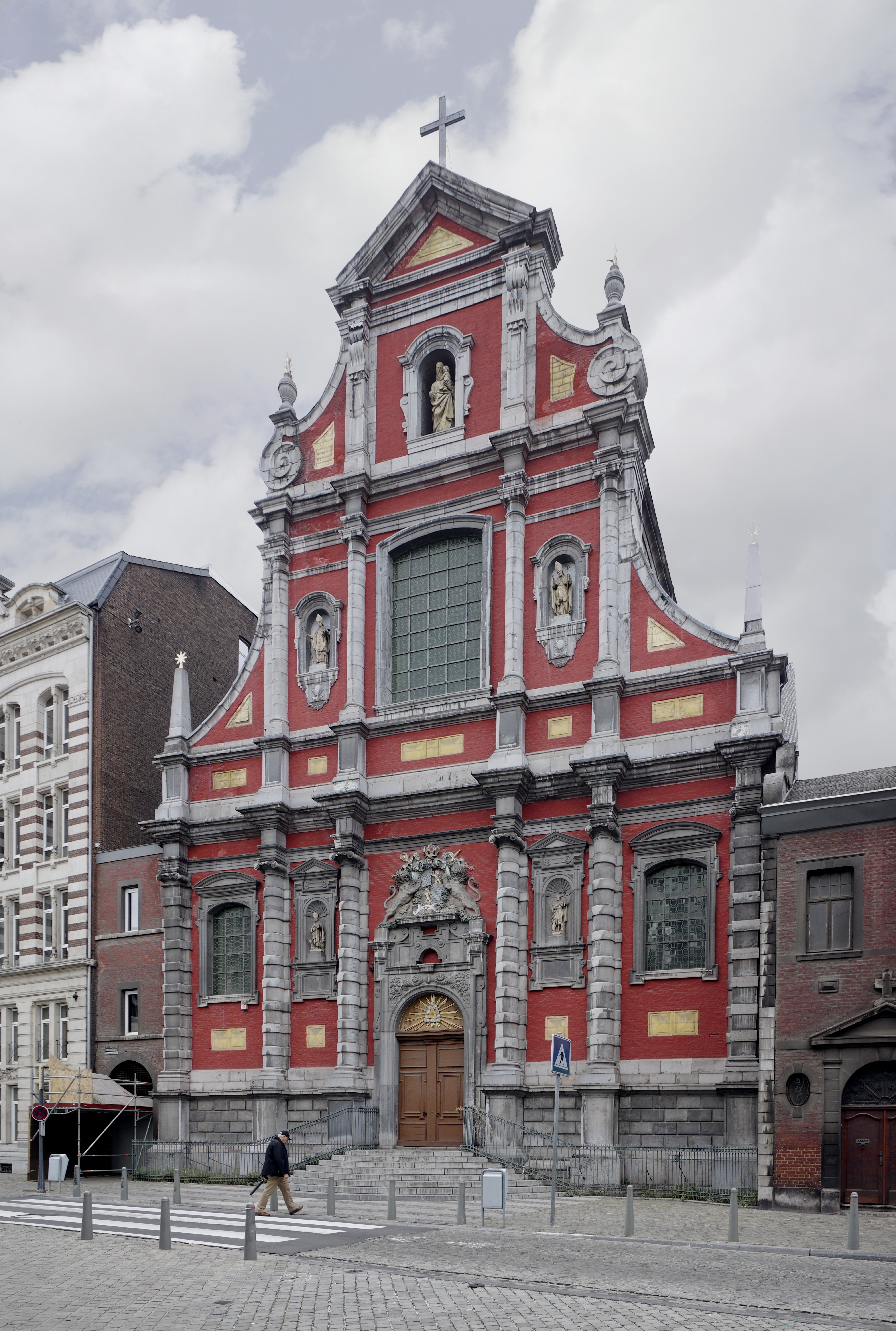
Onze-Lieve-Vrouw-Onbevlekt-Ontvangenkerk

De Onze-Lieve-Vrouw-Onbevlekt-Ontvangenkerk (Frans: Église Notre-Dame-de-l'Immaculée-Conception) is een voormalige kloosterkerk in de  buurt Féronstrée et Hors-Château van de Belgische stad Luik. Het gebouw is gelegen aan de Rue Hors-Château.

## Geschiedenis
In 1618 vestigden de Luikse ongeschoeide karmelietessen zich in Hors-Château. Aan een brand in 1630 is het te wijten dat de kerk pas in 1655 gereed kwam. Ze werd gewijd aan Sint-Theresia en Sint-Jozef.
Tijdens de Franse tijd werd het klooster opgeheven en de gebouwen openbaar verkocht, maar de voormalige karmelietessen kochten het weer terug. In 1838 werd het aangekocht door de paters redemptoristen. De kerk werd gerenoveerd en in 1839 opnieuw ingewijd, nu als Onbevlekt-Ontvangenkerk. In 1889 werd ze aan Sint-Gerardus gewijd, daarom staat de kerk ook wel als Sint-Gerarduskerk te boek.
Toen in 1840 te Rome de Catacombe van Priscilla archeologisch werd onderzocht, kwam daar een skelet tevoorschijn dat werd toegeschreven aan de Heilige Alénia, die martelares zou zijn geweest. Het stoffelijk overschot werd door Paus Gregorius XVI aan de kerk geschonken en van 12 tot 15 februari 1841 opgebaard, hetgeen een zeer grote menigte trok. Daarna werd het in een glazen kist onder het hoofdaltaar geplaatst, waar het zich nog steeds bevindt.
In 1964 werd het klooster door de redemptoristen verkocht aan het Collège Saint-Barthélemy, een onderwijsinstelling. Daarna kwam het aan de stad Luik. De voorgevel van de kerk werd gerestaureerd, maar het interieur nog niet. Een deel van de kloostergebouwen werd in gebruik genomen door de Hotelschool van de stad Luik.

## Gebouw
De rijk versierde voorgevel is in barokstijl en heeft drie geledingen. Het ingangsportaal wordt bekroond door twee zandstenen leeuwen, aan Jean Del Cour toegeschreven, welke het wapen dragen van Maximiliaan Hendrik van Beieren. De gevel heeft vier pilasters. De tweede en derde geleding worden opvolgend steeds smaller. De derde geleding wordt bekroond door een fronton. Een vijftal nissen bevatten heiligenbeelden.
De kerk is een driebeukige pseudobasiliek: De zijbeuken zijn niet alleen lager dan het middenschip, maar ook betrekkelijk smal.